# Tanja Schlosser
Tanja Schlosser (* 2002) ist eine deutsche Motocross- und Endurosportlerin. 2023 wurde sie Meisterin in der Enduro-Europameisterschaft.

## Sportlicher Werdegang
Ihre ersten Fahrversuche machte sie im Alter von drei Jahren. Später trainierte sie im Motorsportclub (MSC) Eichenried, bei der ihr Vater Jugendleiter war, mit einer Yamaha PW50. Mit sechs Jahren bestritt sie ihr erstes Motocross-Rennen. Fortan ging sie bei diversen Motocrossveranstaltungen, darunter 2017 in der Motocross-Weltmeisterschaft 2017 an den Start. Nach einer unfreiwilligen Auszeit infolge einer bei einem Anfang 2018 ausgetragenen Rennen zugezogenen Knochenfraktur, wechselte sie zunächst in die GCC (German Cross Country Meisterschaft) und danach schwerpunktmäßig vom Motocross- zum Endurosport.
In der Saison 2018 war sie mit 16 Jahren erstmals für die Deutsche Frauen-Nationalmannschaft bei der im November ausgetragenen 93. Internationalen Sechstagefahrt (der Mannschaftsweltmeisterschaft im Endurosport) im chilenischen Viña del Mar nominiert. Sie musste den Wettbewerb jedoch am zweiten Fahrtag wegen eines Schlüsselbeinbruchs aufgeben. Durch die spätere Aufgabe von Nadine Maier belegte das Team den 9. und damit letzten Platz im Wettbewerb um die Women’s World Trophy.
Seit 2019 startet sie in der deutschen Enduromeisterschaft. Ihre bislang beste Platzierung ist der zweite Platz in der Damen-Klasse in der Saison 2021. Seit der Saison 2022 startet sie national in der Konkurrenz mit Männern im B-Championat.
Im Jahr 2022 wurde die körperlich herausfordernde Veranstaltung Rund um Zschopau als Finallauf zur Enduro-Weltmeisterschaft 2022 ausgetragen. Tanja Schlosser nahm im Wettbewerb der Frauen an beiden Fahrtagen teil und erreichte jeweils einen respektablen 7. Platz unter 17 Starterinnen.
In der Saison 2023 errang sie den bislang höchstwertigen Titel ihrer Karriere: Sie gewann die Gesamtwertung der Damenklasse zur Enduro-Europameisterschaft auf einer Beta und wurde damit nach Birgit Hartmann, Stephanie Laier und Heike Petrick die vierte deutsche Enduro-Europameisterin.
2024 ging sie erneut in der Enduro-EM an den Start und gewann souverän den ersten Lauf. Im dritten Lauf erlitt sie am ersten Fahrtag, bis dahin in der Gesamtwertung in Führung liegend, infolge eines Sturzes einen Knochenbruch und musste dadurch auch den vierten und gleichzeitig Finallauf auslassen. Dadurch blieb in der Gesamtwertung nur der 5. Platz.
Bei den Austragungen der Six Days in den Jahren 2021, 2022 und 2023 war sie wieder im Aufgebot der deutschen Frauen-Nationalmannschaft und fuhr die Austragungen bis zum Ende. Podestplatzierungen blieben jedoch bislang aus, beste Ergebnisse sind zwei sechste Plätze.